# Нагибіна
Наги́біна (рос. Нагибина) — присілок у складі Пишминського міського округу Свердловської області.
Населення — 232 особи (2010, 268 у 2002).
Національний склад станом на 2002 рік: росіяни — 86 %.